# 677 v. Chr.
Portal Geschichte | Portal Biografien | Aktuelle Ereignisse | Jahreskalender | Tagesartikel

◄ |
8. Jahrhundert v. Chr. |
7. Jahrhundert v. Chr. |
6. Jahrhundert v. Chr. |
►

◄ | 690er v. Chr. | 680er v. Chr. | 670er v. Chr. | 660er v. Chr. |
650er v. Chr. |
►

◄◄ | ◄ | 680 v. Chr. | 679 v. Chr. | 678 v. Chr. | 677 v. Chr. |
676 v. Chr. |
675 v. Chr. |
674 v. Chr. |
► |
►►

## Ereignisse

### Wissenschaft und Technik
- 4. Regierungsjahr des assyrischen und babylonischen Königs Asarhaddon (677 bis 676 v. Chr.): 
  - Im babylonischen Kalender fiel das babylonische Neujahr des 1. Nisannu auf den 22.–23. März,[1]; der Vollmond im Nisannu auf den 4.–5. April[1], der 1. Tašritu auf den 15.–16. September[1] und der 1. Araḫsamna auf den 14.–15. Oktober[1].[2]
  - Assyrische Schreiber protokollieren ihre Beobachtungsergebnisse der Mondfinsternis vom 27. Oktober[1] (14. Araḫsamna: 27.–28. Oktober[1]).